# Marshallton (Chester County, Pennsylvania)
Marshallton ist eine unincorporated community und ein historischer Distrikt in der West Bradford Township im Chester County in Pennsylvania, Vereinigte Staaten. Die Ortschaft bildet einen der drei historischen Distrikte, die in der West Bradford Township in das National Register of Historic Places eingetragen. Das Dorf ist bekannt für seine historischen Gebäude, einige Restaurants und die umliegenden Obstplantagen.
Der Marshallton Historic District umfasst 65 beitragende Anwesen und drei beitragende Stätten. Dazu gehören auch das Humphry Marshall House, das Marshalton Inn und das Bradford Friends Meetinghouse, die individuell in das National Register eingetragen sind.
Der historische Distrikt wurde 1986 in das National Register of Historic Places aufgenommen.

## Belege
1. ↑  National Historic Landmarks & National Register of Historic Places in Pennsylvania. (Online-Datenbank) CRGIS: Cultural Resources Geographic Information System, archiviert vom Original am 21. Juli 2007; abgerufen am 30. Oktober 2016 (englisch).  Info: Der Archivlink wurde automatisch eingesetzt und noch nicht geprüft. Bitte prüfe Original- und Archivlink gemäß Anleitung und entferne dann diesen Hinweis. Martha Leigh Wolf: National Register of Historic Places Registration Form: Marshallton Historic District. (PDF) September 1985, abgerufen am 30. Oktober 2016 (englisch).
2. ↑  National Register Information System. In: National Register of Historic Places. National Park Service, abgerufen am 13. März 2009 (englisch).